# Elecciones al Senado de Nigeria de 2023
Las elecciones al Senado de Nigeria de 2023 se llevarán a cabo el 25 de febrero de 2023 en los 109 distritos senatoriales donde los votantes elegirán a los senadores mediante la votación por mayoría simple . Las últimas elecciones senatoriales regulares para todos los distritos fueron en 2019.
Otras elecciones federales, incluidas las elecciones a la Cámara de Representantes y la elección presidencial, también se llevarán a cabo en la misma fecha, mientras que las elecciones estatales se llevarán a cabo dos semanas después, el 11 de marzo. Los ganadores de estas elecciones al Senado servirán a partir de la 10.ª Asamblea Nacional de Nigeria . El APC ha tenido una mayoría en el Senado desde las elecciones de 2015 y se consolidó esa mayoría en el 2019 .

## Contexto
Después del mandato del Senado de 2015-2019 encabezado por el presidente del Senado Bukola Saraki ( Partido Democrático Popular ) y con una ligera mayoría del Congreso de Todos los Progresistas, las elecciones de 2019 se categorizaron por su gran cambio hacia el APC y las derrotas de múltiples de alto perfil. senadores, incluido Saraki. Al igual que en la Cámara de Representantes, el APC consolidó su mayoría después de casi perderla por deserciones en 2018.
En la apertura de la 9.ª Asamblea Nacional de Nigeria, Ahmad Lawan (APC-Yobe North) fue elegido presidente del Senado y Ovie Omo-Agege (APC- Delta Central ) se convirtió en vicepresidente del Senado, ya que el partido evitó las luchas internas que llevaron a Saraki e Ike . Ekweremadu para asumir esos cargos en 2015. Enyinnaya Abaribe (PDP-Abia Sur) se convirtió en líder de la minoría del Senado. Durante los primeros dos años del período 2019–2023, el APC amplió su mayoría a través de las deserciones de seis exsenadores del PDP [lower-alpha 2] pero en la segunda mitad del período, ambos partidos sufrieron varias distinciones [lower-alpha 3] -alfa 2]. [lower-alpha 3] a medida que se acercan las primarias del partido para 2023 junto con tres renuncias de APC. [lower-alpha 4] Se produjeron más deserciones a raíz de las primarias de los partidos cuando los senadores se mudaron a nuevos partidos (principalmente para postularse para la reelección), [lower-alpha 5] sobre todo Abaribe, quien renunció como líder de la minoría y se unió a APGA para postularse para la reelección después de retirarse de las primarias para gobernador del PDP de Abia .
Desde la perspectiva del APC, los analistas vieron el 9.º Senado como un cambio de las disputas entre la legislatura y el ejecutivo que eran comunes durante el 8.º Senado, pero los críticos se burlaron de la cámara como un sello de goma que carecía de la iniciativa para defenderse contra el poder ejecutivo. En los términos más específicos de las leyes más importantes,  el Senado se destacó por aprobar el Proyecto de Ley contra el Acoso Sexual en julio de 2020, el Proyecto de Ley de Finanzas 2020 en diciembre de 2020, el Proyecto de Ley de la Industria del Petróleo en julio de 2021, una nueva Ley Electoral en enero de 2022, docenas de enmiendas constitucionales y el Proyecto de Ley de Activos del Crimen en marzo de 2022 y una enmienda a la Ley Electoral en mayo de 2022. Además de ser elogiado por rechazar la nominación de la exasesora de Buhari, Lauretta Onochie, a INEC . Por otro lado, fue criticado por rechazar enmiendas constitucionales para obligar a las mujeres a ocupar espacios en las legislaturas y votar en el extranjero junto con el estancamiento continuo de un proyecto de ley clave sobre igualdad de género y la malversación desenfrenada de fondos públicos. El Senado también fue acusado de incumplimiento del deber de supervisión después de que varios candidatos ministeriales apenas fueron interrogados o se les pidió que "hicieran una reverencia" y se fueran sin interrogar en las audiencias de confirmación.

## Jubilaciones
Parcialmente, 31 senadores, incluidos 17 senadores del APC, un senador del NNPP, 12 senadores del PDP y un senador del YPP decidieron retirarse. 22 de los cuales quieren otro cargo u ocupación dentro del gobierno.
 